# Em yêu đừng sợ
Em yêu đừng sợ (tiếng Anh: Don't Worry Darling) là một bộ phim điện ảnh Mỹ thuộc thể loại tâm lý – lãng mạn – giật gân công chiếu năm 2022 do Olivia Wilde làm đạo diễn và đồng sản xuất từ phần kịch bản của Katie Silberman. Với sự tham gia của các diễn viên gồm Florence Pugh, Harry Styles, Olivia Wilde, Gemma Chan, KiKi Layne, Nick Kroll và Chris Pine, bộ phim theo chân nhân vật Alice Chambers, người mong muốn giành lấy quyền lợi cho bản thân mình khi những bí ẩn kinh hoàng về khu dân cư do người chồng của cô quản lý dần được sáng tỏ.
Sau thành công của bộ phim Booksmart (2019) với tư cách là đạo diễn, Olivia Wilde đã được các hãng phim lớn để ý, và cuối cùng New Line Cinema đã chiếm suất để sản xuất cho bộ phim thứ hai của cô. Pugh gia nhập dàn diễn viên vào tháng 4 năm 2020, đến tháng 9 cùng năm, Styles được chọn để gia nhập dàn diễn viên thay cho Shia LaBeouf. Bộ phim được khởi quay tại Los Angeles từ tháng 10 năm 2020 đến tháng 2 năm 2021. Trong lúc ghi hình, đoàn làm phim liên tục xảy ra nhiều sự cố, trong đó có những xung đột xảy ra ở hậu trường.
Em yêu đừng sợ có buổi ra mắt lần đầu tại liên hoan phim quốc tế Venice lần thứ 79 vào ngày 5 tháng 9 năm 2022, và được Warner Bros. Pictures phát hành tại Mỹ vào ngày 23 tháng 9 năm 2022 và tại Việt Nam vào ngày 7 tháng 10 cùng năm. Bộ phim nhận về những lời nhận xét trái chiều từ giới chuyên môn và thu về 87,4 triệu USD từ kinh phí sản xuất 35 triệu USD.